# Het verlangen (film)
Het verlangen is een Nederlandse film uit 2017. De hoofdrol werd vertolkt door Chantal Janzen. De regie was in handen van Joram Lürsen.

## Verhaal
De film volgt de mooie maar onontwikkelde Brigitte die met een beroerd manuscript aanklopt bij uitgeverij Goudemondt. De directeurs, de broers Boudewijn en Marc, van de noodlijdende familie-uitgeverij zien meteen mogelijkheden. Bij hun uitgeverij hebben ze een literair meesterwerk, die doordat hij ouder is en stottert, niet de juiste media aandacht voor zijn boeken weet te trekken. De directeurs besluiten een deal met de twee te sluiten; ze brengen het boek van de stotterende auteur uit maar doen alsof Brigitte het heeft geschreven.
De truc lijkt te werken en het boek wordt een zakelijk megasucces. Als de echte auteur het succes van zijn boek ziet gaat hij de bittere strijd aan om toch erkenning van zijn boek te krijgen.

## Rolverdeling
| Acteur               | Personage            |
| -------------------- | -------------------- |
| Chantal Janzen       | Brigitte Hooijmakers |
| Gijs Naber           | Marc Goudemondt      |
| Alex Klaasen         | Boudewijn Goudemondt |
| Jelka van Houten     | Mariska van Loo      |
| Bram van der Vlugt   | Alfred Goudemondt    |
| Anne-Wil Blankers    | Nienke Goudemondt    |
| Cynthia Abma         | Jeanne van Schaik    |
| Peter Bolhuis        | Herman Schutte       |
| Matteo van der Grijn | André                |